# Joseph Alsop
Joseph Alsop (właśc. Joseph Wright Alsop V; ur. 11 października 1910 w Avon, zm. 28 sierpnia 1989 w Waszyngtonie) – amerykański dziennikarz, publicysta. Brat Stewarta Alsopa.

## Życiorys
Urodził się jako Joseph Wright Alsop V w Avon (Connecticut), był synem Josepha Wrighta Alsopa IV i Corinne Robinson, zamożnych rolników. Oboje rodzice twierdzili, że mają wybitne rody. Wujem Corinne Robinson Alsop był Theodore Roosevelt; jej kuzynką była Eleanor Roosevelt. Młody Alsop uczęszczał do Groton School i zdobył tytuł licencjata Uniwersytetu Harvarda w 1932 r.

## Kariera
Powiązania rodzinne zapewniły mu stanowisko reportera w New York Herald Tribune. Szybko stając się zdolnym dziennikarzem, Alsop dołączył do biura gazety w Waszyngtonie pod koniec 1935 r. Więzy rodzinne i niezwykła pewność siebie zapewniły Alsopowi dostęp do najpotężniejszych członków rządu federalnego, jak również do elity społecznej miasta. Oprócz pisania dla New York Herald Tribune zaczął także publikować artykuły polityczne w Saturday Evening Post. W październiku 1937 r. Alsop i inny reporter New York Herald Tribune, Robert Kintner, opuścili gazetę, aby założyć i redagować rubrykę prasową ogólnokrajową, konsorcjowaną przez North American Newspaper Alliance. Pisali także dla Saturday Evening Post i magazynu Life.
Wraz ze swoim bratem Stewartem w latach 1946-1958 współtworzył stałą kolumnę polityczną "Matter of Facts" w czasopiśmie New York Herald Tribune. Dominowały tam bieżące sprawy polityczne Stanów Zjednoczonych, a celem autorów rubryki było kształtowanie poglądów politycznych wielu Amerykanów.